# Amauromyza karli
Amauromyza karli (лат.) — вид двукрылых из семейства минирующих мух.

## Описание
Длина крыла у самцов 1,7-2,0 мм, у самок 2,0-2,5 мм. Голова светло-желтая. Высота глаза в 1,6-1,8 раза больше высоты щек. Имеются три нижние и одна верхняя орбитальные щетинки. Орбитальные волоски короткие, наклонные, иногда отсутствуют. Глазковые и заглазковые и щетинки немного длиннее глазкового бугорка, щетинки на бугорке тонкие, такой же длины, как глазок. Длина третьего членика усика обычно примерно на 1/3 больше высоты. Вибриссы немного крупнее щетинок на щеках. Грудь тёмно-коричневая, с более светлыми нотоплеврами, в основном скрыта серебристым опылением. На среднеспинке от четырёх до шести пар дорсоцентральных щетинок, одна или две из которых находятся перед поперечным швом. Акростихальные волоски среднеспинки расположены в 2-4 прямых рядах или разрозненны. Расстояние между поперечными жилками крыле заметно длиннее поперечной жилки dm-m. Жужжальца желтые. Калиптер белый, край и бахрома на нем, часто лимонно-жёлтые, но иногда слегка коричневатые. Ноги коричневые, тазики передних ног светло-коричневые, вертлуги, вершины бёдер (иногда дистальная треть) и иногда вершины тазиков светло-жёлтые. Голени в основании иногда жёлтые. Брюшко коричневое. Личинки белые длиной около 4,5 мм.

## Биология
Развиваются на растениях рода марь их семейства амарантовые. Личинки пробуравливают стебли растений. В начале 2020-х годов вид идентифицирован как новый вредитель киноа в США. В 2021 году площадь поврежденных посевов превысила 1000 га.

## Распространение
Вид описан по экземплярам, собранным в Польше в 1924 году. Встречается в Европе и Азии (Монголия, Южная Корея). В Северной Америке впервые отмечен в провинции Онтарио в Канаде в 1969 году, а в последующем широко расселился по США и Канаде.